# Tetracoscinodon
Tetracoscinodon là một chi rêu trong họ Pottiaceae.